# Raspi

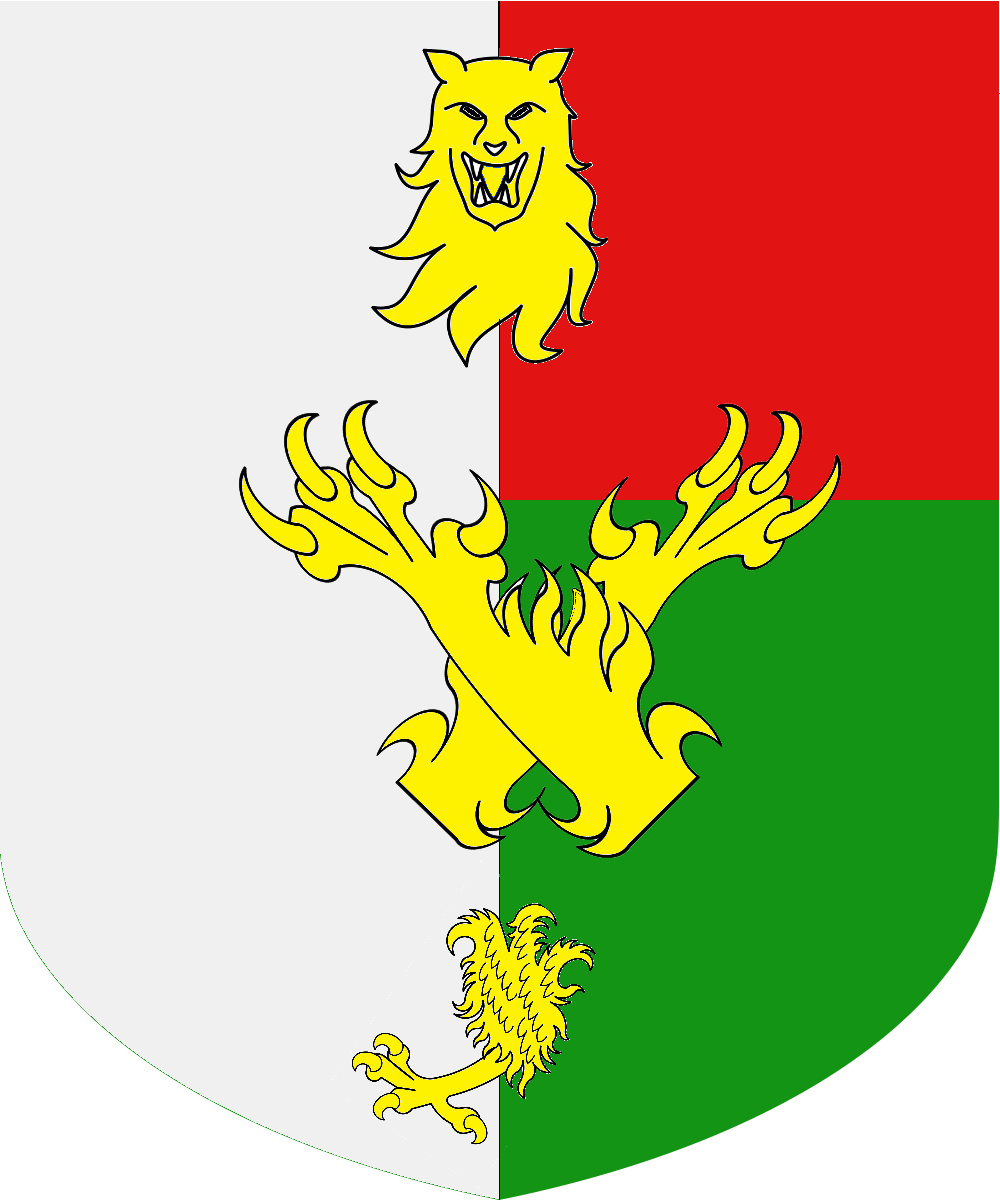
Stemma Raspi

I Raspi furono una famiglia patrizia veneziana, annoverata fra le cosiddette Case fatte per soldo.

## Storia

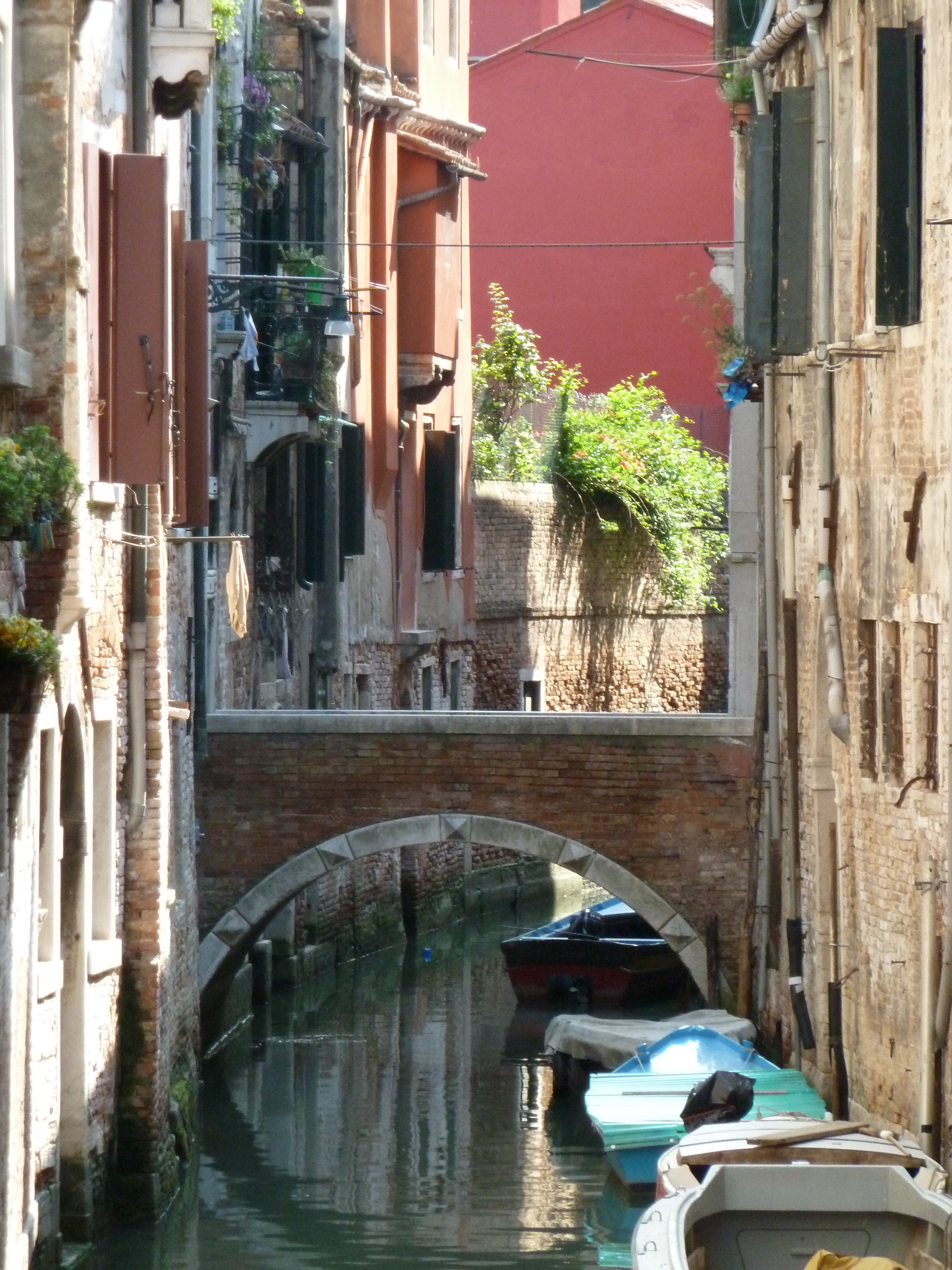
Ponte Raspi a Venezia

I Raspi furono un'antica famiglia originaria di Bergamo.
Giovanni Maria Raspi, trasferitosi a Venezia nel secolo XVII, vi esercitarono fruttuosamente la mercatura, commerciando cuoio cordovan (ossia cuoio di pelle di capra), in società con la famiglia Signoretti.
Nel 1662, nelle urgenze della sanguinosa guerra di Candia contro i Turchi, il Raspi, arricchitosi enormemente, versò all'erario pubblico la somma di centomila ducati, chiedendo che la propria famiglia potesse essere aggregata al patriziato veneto: il giorno 7 giugno, il Senato e il Maggior Consiglio, con due differenti votazioni, si espressero favorevolmente ai Raspi (rispettivamente, la prima con 156 voti a favore, 58 contrari e 6 astenuti; la seconda con 562 a favore, 176 contrari, 22 astenuti).
Con l'arrivo degli austriaci in Veneto, i Raspi ottennero la conferma della nobiltà dall'Imperial Regio Governo con Sovrana Risoluzione datata 1º dicembre 1817.

## Luoghi e architetture
- Palazzo Raspi, a San Polo;
- Villa Raspi, a Lancenigo di Villorba.